# Міхаель Седерлунд
Міхаель Седерлунд (швед. Michael Söderlund, 30 березня 1962) — шведський плавець.
Призер Олімпійських Ігор 1984 року, учасник 1980, 1988 років.
Призер Чемпіонату Європи з водних видів спорту 1981, 1985, 1987 років.